# Bucciali TAV 12
Der Bucciali TAV 12 (alternativ auch 8-32 oder Type 7) ist das letzte Modell des französischen Automobilherstellers Bucciali. Der 1931 vorgestellte TAV 12, dessen Entstehungsgeschichte und Besonderheiten nicht vollständig geklärt sind, gilt als „sagenumwoben.“ Er war, für die damalige Zeit außergewöhnlich, frontgetrieben und hatte Aufsehen erregende Aufbauten, deren flache und lange Limousinenversion auch la flèche d’or („der goldene Pfeil“) genannt wird. Das Fahrzeug, von dem nur ein Exemplar bekannt ist, wurde noch vor Ausbruch des Zweiten Weltkriegs in seine Einzelteile zerlegt. 40 Jahre später ließ es ein Sammler wieder aufbauen. Seit den frühen 1990er Jahren ist der TAV 12 wieder fahrbereit und wird von Zeit zu Zeit auf Ausstellungen gezeigt.

## Hintergrund
Die Marke Bucciali geht auf Angelo („Buc“; 1889–1981) und Paul-Albert Bucciali (1887–1946) zurück. Die einer korsischen Familie entstammenden Bucciali-Brüder wurden im nordfranzösischen Boulogne-sur-Mer geboren und waren nach abgeschlossener Berufsausbildung in ihrer Heimatstadt zunächst als Klavier- und Orgelbauer tätig. Nach dem Ersten Weltkrieg gründeten sie die Société Bucciali Frères, die in Courbevoie bei Paris ansässig war und ab 1922 eine Reihe kleiner, konventionell konstruierter Sportwagen produzierte. Die zunächst unter der Marke Buc vermarkteten Automobile waren teilweise Einzelstücke; einige Modelle wurden aber auch in kleiner Serie von bis zu 100 Exemplaren (Buc AB 4-5) produziert. Vereinzelt erschienen Fahrzeuge von Buc bei französischen Motorsportveranstaltungen. Der Fahrzeugausstoß des Unternehmens belief sich bis 1926 je nach Quelle auf insgesamt 120, 150 oder 200 Exemplare. Das genügte nicht, um den Geschäftsbetrieb wirtschaftlich tragfähig zu machen. Im Hinblick darauf gaben die Bucciali-Brüder Ende 1925 die Fertigung konventionell konstruierter Automobile auf.
Ab 1926 wurde die Société Bucciali Frères daraufhin zu einem Konstruktionsbüro für Automobiltechnik. Die Bucciali-Brüder beschäftigten sich nun in erster Linie mit der Entwicklung von Frontantriebs-Konstruktionen. Hierbei handelte es sich um ein für Automobile neues Antriebskonzept, das seit 1925 einige Aufmerksamkeit auf sich zog, nachdem ein von dem amerikanischen Ingenieur Harry Miller konstruierter frontgetriebener Rennwagen (Miller 122) bei den „Indianapolis 500“ überraschend erfolgreich gewesen war. Die Buccialis nutzten bei ihren Konstruktionen vielfach die Vorarbeiten anderer Ingenieure. Im ersten Frontantriebsauto, dem Bucciali TAV 1, waren Ideen des brasilianischen Ingenieurs Robert Dimitri Sensaud de Lavaud zu erkennen, spätere Entwicklungen hatten Ähnlichkeiten mit der Technik des US-amerikanischen Cord L-29 von 1929, des ersten in Serie produzierten Personenkraftwagens mit Frontantrieb.
Beginnend mit dem Jahr 1926 stellte das Unternehmen, das nun ausdrücklich als Bucciali firmierte, auf jedem der jährlich im Oktober stattfindenden Pariser Autosalons eine Neukonstruktion vor, die zumeist eine Weiterentwicklung vorangegangener Konzepte war. In Einzelfällen wurden lediglich Fahrgestelle ausgestellt, zumeist aber waren die Chassis mit individuellen Karosserien versehen, die Angelo Bucciali entworfen hatte. Sie zeichneten sich überwiegend durch außergewöhnliche Proportionen aus, zu denen eine ungewöhnliche Länge und eine äußerst geringe Bauhöhe gehörten. Diese Gestaltungsform wurde zu einem Markenzeichen Buccialis. Üblicherweise waren die Fahrzeuge von Bucciali mit zugekauften Verbrennungsmotoren anderer Hersteller wie S.C.A.P., Continental oder Lycoming ausgerüstet; nur im Fall des Bucciali Double Huit von 1930 kündigte das Unternehmen einen selbst konstruierten 16-Zylinder-Motor an, der letztlich aber nicht verwirklicht wurde. Die meisten Bucciali-Modelle blieben Unikate; lediglich vom Bucciali TAV 30 entstanden nachweislich drei oder vier Exemplare. Das letzte Modell des Unternehmens war der TAV 12 von 1931, der nacheinander mit zwei Karosserien ausgestattet war.
Die Bucciali-Brüder kündigten zwar regelmäßig an, ihre Frontantriebsmodelle in Serie herstellen zu wollen, angesichts des äußerst geringen Produktionsumfangs wird die Ernsthaftigkeit dieser Absicht in der Literatur allerdings bezweifelt. Die meisten Publikationen gehen vielmehr davon aus, dass es den Bucciali-Brüdern in erster Linie darum ging, ihre patentierten Frontantriebs-Lösungen an interessierte Serienhersteller zu verkaufen; in diesem Zusammenhang seien auch die Aufsehen erregenden, aber praxisfernen Karosserien der Buccialis zu sehen.
Tatsächlich verkaufte Bucciali Nutzungsrechte einzelner Ideen an die US-amerikanische Peerless Motor Car Corporation; das Unternehmen fiel jedoch 1931 in Konkurs und wandte sich dem Bierbrauergewerbe zu, bevor es die Konzepte Buccialis umsetzen konnte.

## Nomenklatur
Die Bezeichnung des Fahrzeugs ist, wie vielfach bei Bucciali-Modellen, unübersichtlich. Im Laufe der Jahre wurden verschiedene Bezeichnungen verwendet. Werksseitig hieß das Auto zunächst Bucciali 8-32, wobei die erste Ziffer für den ursprünglich vorgesehenen Achtzylindermotor stand und die letzten beiden Ziffern das Jahr 1932 bezeichneten, in dem es öffentlich vorgestellt werden sollte. Diese Bezeichnung war jedoch überholt, nachdem sich der Auftraggeber für einen V12-Motor entschieden hatte. Automobilhistoriker führten nachträglich die Bezeichnung TAV 12 ein. TAV stand für Traction Avant (= Frontantrieb), während die 12 je nach Quelle die Steuerklasse oder die Zylinderzahl bezeichnete. Alternativ wird der TAV 12 auch Type 7, das heißt also siebentes Modell von Bucciali, genannt.

## Geschichte des TAV 12

### Produktion auf wechselvollen Kundenwunsch
Der TAV 12 war der letzte von sieben Frontantriebswagen der Bucciali-Brüder und zugleich das einzige Automobil der Marke, das nicht vorrangig für Ausstellungszwecke, sondern im Auftrag eines Kunden entstand.
 Auftraggeber war Georges Roure, ein Geschäftsmann, der auf dem Pariser Autosalon 1930 den frontgetriebenen Bucciali Double Huit (Doppel-Acht) mit einem 16-Zylinder-Motor gesehen hatte. Im Laufe des Produktionsprozesses durchlief der Wagen zahlreiche konzeptionelle Änderungen. Roures Bestellung war ursprünglich auf einen Nachbau eines 1930 vorgestellten Cabriolets mit dem V16-Motor gerichtet. Die Bucciali-Brüder waren allerdings nicht in der Lage, kurzfristig einen funktionstauglichen V16-Motor bereitzustellen, denn eine solche Konstruktion gab es in Wirklichkeit noch gar nicht: Der 1930 ausgestellte V16-Motorblock war lediglich eine Attrappe ohne Innenleben gewesen. Roure orderte daraufhin stattdessen zunächst einen amerikanischen 8-Zylinder-Motor von Continental, stellte aber seine Bestellung, bevor dieser installiert worden war, ein weiteres Mal um und ließ letztlich einen 12-Zylinder-Motor des französischen Herstellers Aéroplanes G. Voisin einbauen.
Die erste Version, die im Herbst 1931 erschien, war ein zweitüriges Cabriolet. Das Cabriolet war, anders als manche früheren Bucciali-Konstruktionen, zweifelsfrei fahrbereit. Es gibt Berichte über eine Promotionsfahrt Paul-Albert Buccialis aus dem November 1931. Bucciali überführte das Auto nach Nizza, wo es an einer Ausstellung teilnahm und im Hinblick auf seine aufwendige Technik einen Ehrenpreis erhielt. Ungeachtet dessen gab der Kunde das Cabriolet bald auf, da er mit der Linienführung des Aufbaus nicht einverstanden war.
In den ersten Monaten des Jahres 1932 fertigte Bucciali daraufhin in Roures Auftrag eine große viertürige Limousine (französisch: Berline), die den Beinamen la flèche d’or erhielt. La flèche d’or war im April 1932 fertiggestellt. Im selben Monat übernahm der Auftraggeber Georges Roure das Auto. Für das Chassis berechnete Bucciali einen Preis von 130.000 Französischen Franc, die Karosserie kostete weitere 85.600 Franc. Roure verkaufte den Wagen wenig später an einen Pariser Bankier.
Im Oktober 1932 wurde la flèche d’or auf dem Pariser Autosalon öffentlich gezeigt. Es war das letzte Mal, dass Bucciali einen Stand auf dieser Messe hatte. Neben dem TAV 12 war ein Cabriolet vom Typ TAV 30 zu sehen, dessen lange, niedrige Linien im Ganzen denen der Berline folgten, und das mit einem Reihenachtzylindermotor von Lycoming ausgestattet war.

### Einzelstück oder weitere Exemplare?
La flèche d’or blieb vermutlich ein Einzelstück; jedenfalls ist heute nur ein einzelnes Fahrzeug dieses Typs bekannt. Eine einzelne Quelle behauptet zwar, dass 1932 zwei ähnliche Wagen mit Voisin-Motor entstanden; dafür gibt es jedoch keine Anhaltspunkte. Allerdings gibt es Hinweise darauf, dass im Sommer oder Herbst 1932 ein zwei Jahre altes Chassis vom Typ TAV 30, das anfänglich mit einer Roadster-Karosserie versehen war, für einen Kunden nachträglich einen an la flèche d’or erinnernden Aufbau erhielt. Dieses Fahrzeug war aber mit einem Achtzylinder-Motor von Lycoming ausgestattet. Belegt ist schließlich, dass die Bucciali-Brüder im Herbst 1932 mit der Konzeption einer weiteren Limousine für den Pariser Autosalon 1933 begannen; sie wurde aber nicht mehr realisiert, denn Anfang 1933 endete die Entwicklungsarbeit bei Bucciali aus finanziellen Gründen.

### Zerlegung und Wiederaufbau

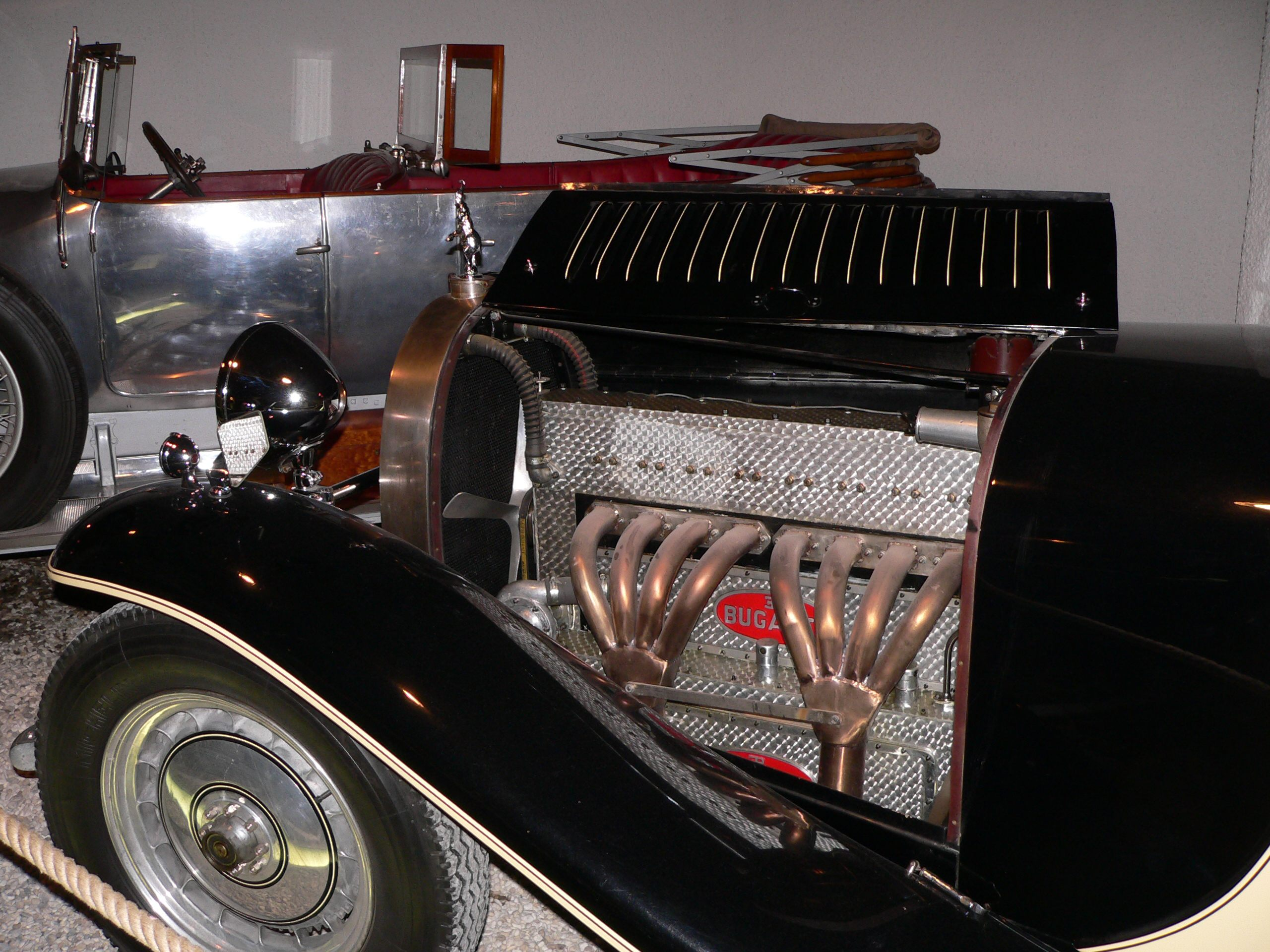
Motorblock und Chassisdetails eines Bugatti Type 46

Der TAV 12 wurde in den 1930er Jahren regelmäßig von seinem Eigentümer benutzt, der allerdings nach einigen Jahren die Karosserie entfernen ließ. Der Aufbau wurde Ende der 1930er Jahre auf ein Bugatti-T46-Chassis montiert. Der von 1929 bis 1936 produzierte T 46 war der zweitgrößte Bugatti und galt in Anlehnung an die legendäre Luxuslimousine Type 41 als „Petite Royale“. Der Radstand des Bugatti war einen halben Meter kürzer als der des Bucciali, sodass die Karosserie im Bereich des Vorderwagens erheblich gekürzt werden musste. Der Bugatti mit der „La flèche d’or“-Karosserie wurde in der frühen Nachkriegszeit in die USA überführt. Das Bucciali-Fahrgestell hingegen blieb in Frankreich und galt einige Jahre lang als verschollen. Nach seiner Wiederentdeckung übernahm es ein französischer Sammler.
1976 kamen die Karosserie und das Bucciali-Chassis in die Hände eines amerikanischen Sammlers, der den Wiederaufbau des la flèche d’or veranlasste. Der Motor, das Getriebe, der Frontantrieb, die Aufhängung und die meisten Blechteile konnten vom Originalfahrzeug übernommen werden. Einige Chassisteile sowie die hinteren Kotflügel und die Motorhaube wurden hingegen neu angefertigt. Mehr als zehn Jahre später war der Wiederaufbau abgeschlossen. Seit den späten 1990er Jahren wird der TAV 12 wiederholt öffentlich gezeigt, unter anderem bei dem Pebble Beach Concours d’Elegance (2006).

## Gestalterische und technische Einzelheiten

### Karosserien
Das Auto war anfänglich als Cabriolet eingekleidet, wenig später erhielt es den Aufbau einer viertürigen Limousine.

#### Cabriolet
Die erste Version, die im Herbst 1931 erschien, war ein zweitüriges Cabriolet. Das Fahrzeug hatte ein Stahlchassis mit einem 3734 mm langen Radstand, das bereits im Jahr zuvor für ein Exemplar des TAV 30 verwendet worden war. Anders als bei den übrigen TAV-Modellen ging der Entwurf der Karosserie nicht auf die Bucciali-Brüder zurück, sondern auf Émile Guillet, den Inhaber eines Karosseriewerks, der zeitweise Teilhaber Buccialis war. Sie galt als stilistisch nicht gelungen.

#### Berline: „la flèche d’or“

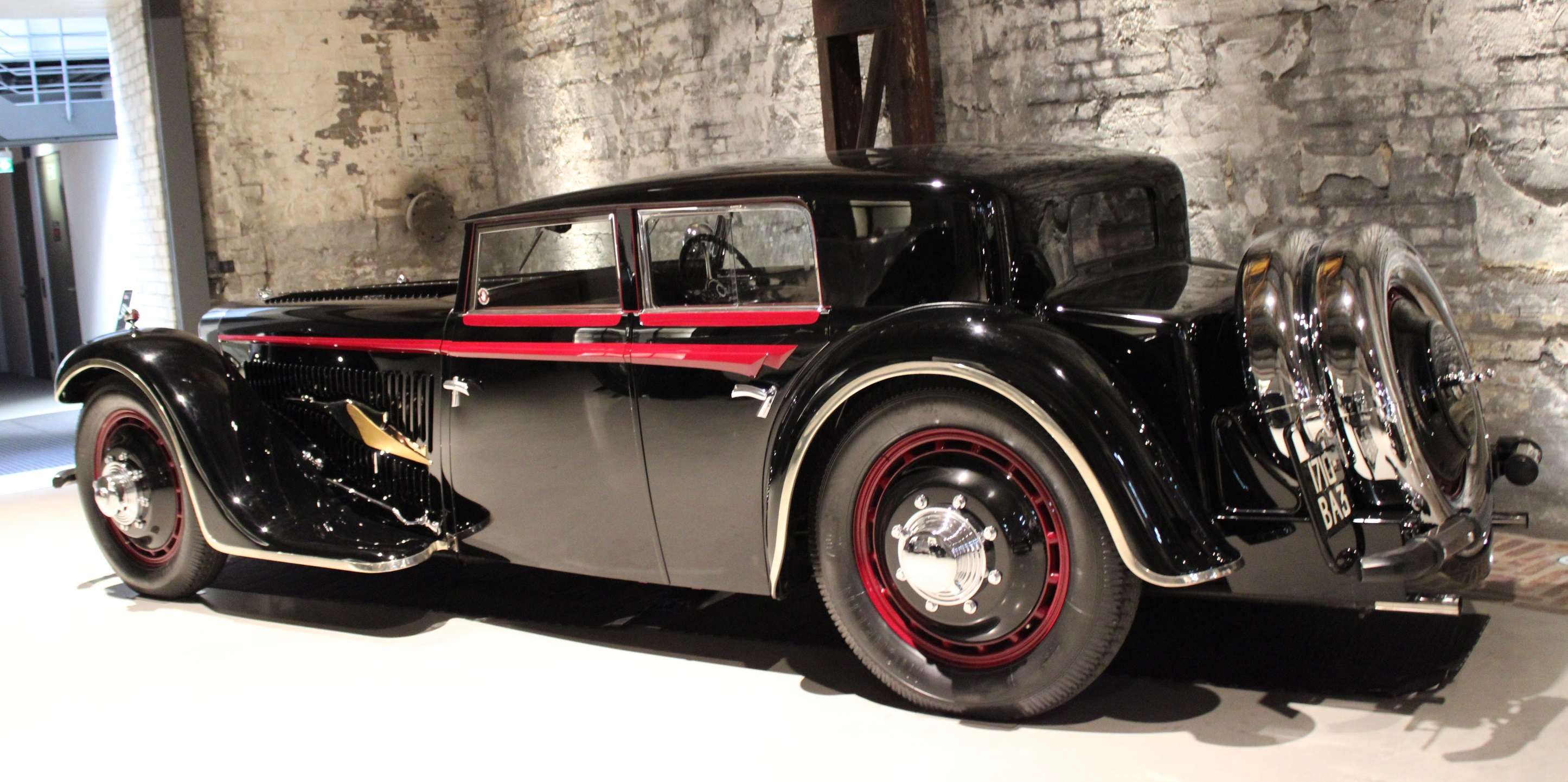
Niedrige Motorhaube, große Räder: La flèche d’or

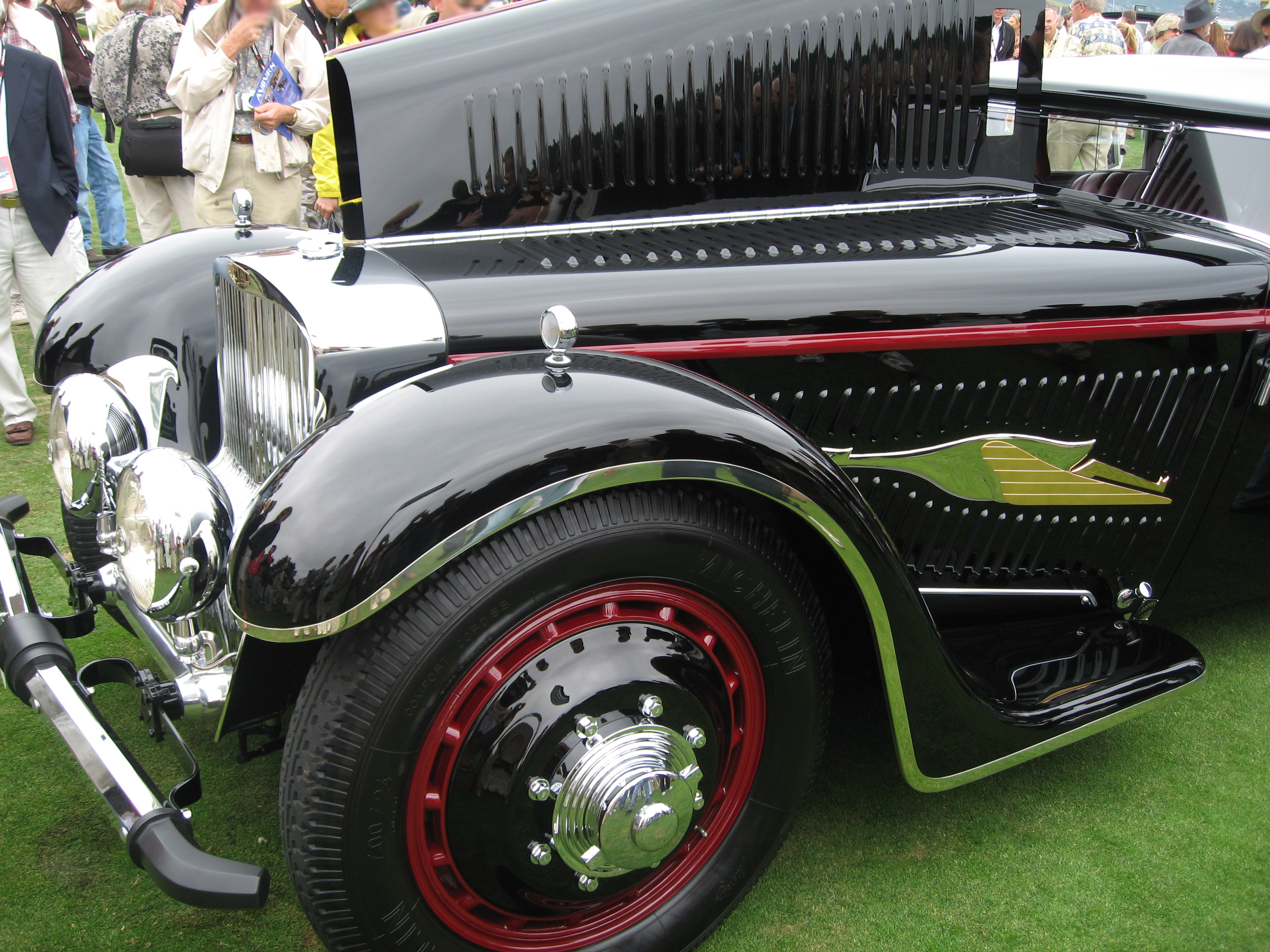
Bucciali TAV 8-32

In den ersten Monaten des Jahres 1932 fertigte Bucciali in Roures Auftrag eine große viertürige Limousine (französisch: Berline), die den Beinamen la flèche d’or erhielt. Die Karosserie war in Gemischtbauweise ausgeführt, sie bestand aus Stahlblechschalen, die auf einem Holzgerüst festgenagelt waren.
Der Radstand der Limousine betrug 4089 mm; er war nur wenige Millimeter kürzer als der des Bugatti T41 „Royale“. Mit 6360 mm war der Wagen außergewöhnlich lang, die Aufbauhöhe betrug dagegen nur 1480 mm. Der Bucciali TAV 12 Berline war damit das niedrigste Auto seiner Zeit. Die Räder hatten einen Durchmesser von 24 Zoll. Der Entwurf der Karosserie ging auf Paul-Albert Bucciali zurück; die Blechteile wurden angeblich nach Buccialis Vorgaben bei Saoutchik in Neuilly-sur-Seine hergestellt. Auch die Motorhaube war niedrig. Ihre oberste Linie lag unterhalb des höchsten Punkts der Kotflügel, sodass die Motorhaube bei seitlicher Betrachtung teilweise von den Rädern und den Kotflügeln verdeckt wurde. Wie bei den früheren TAV-Modellen Buccialis war an den seitlichen Entlüftungsöffnungen der Motorhaube ein stilisierter Storch angebracht. Er nahm Bezug auf die Fliegerstaffel Escadrille des Cigognes (Storchengeschwader), in der Paul-Albert Bucciali am Ersten Weltkrieg teilgenommen hatte. Zu den besonderen stilistischen Merkmalen gehörte außerdem das Fehlen von Trittbrettern. Die großen Frontscheinwerfer waren vor dem Kühlergrill unmittelbar auf der vorderen Stoßstange positioniert. Am Wagenheck befanden sich zwei aufeinander angebrachte Reserveräder.

### Technik

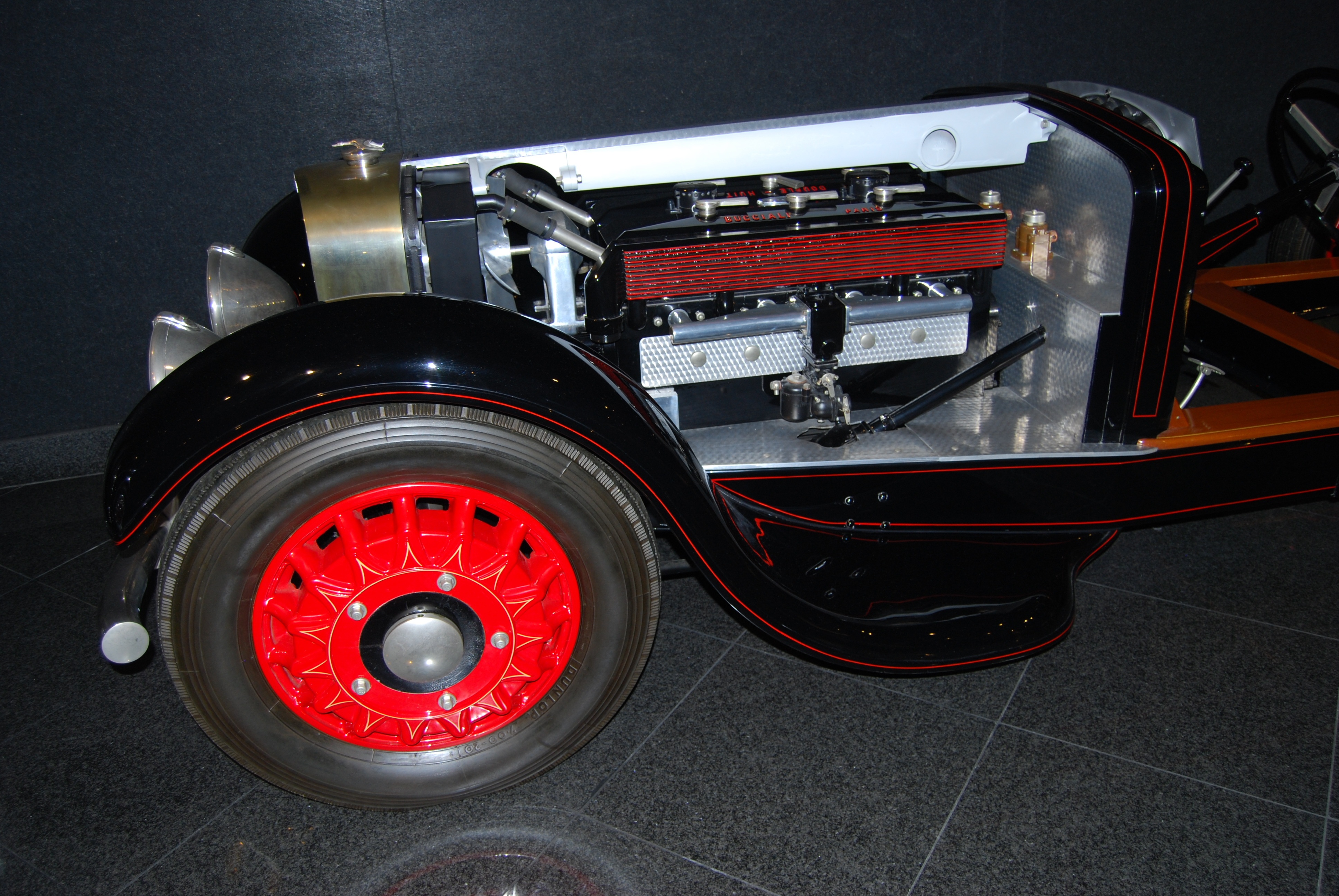
Getriebe vor dem Motorblock: Frontantriebschassis eines Bucciali

Der TAV 12 hatte ein Stahlchassis, Frontantrieb sowie vorn und hinten Einzelradaufhängung. Paul-Albert Bucciali hatte diese Konstruktion bereits 1928 für sich patentieren lassen. Beide Versionen des Autos wurden von einem 12-Zylinder-Motor angetrieben, den Bucciali von Voisin bezog. Dieser Schiebermotor des Typs H18 wurde in erster Linie im Voisin C18 eingebaut. Er hatte einen Hubraum von 4886 cm³. Das Gemisch wurde von vier Zenith-Vergasern aufbereitet. Die Leistung des Voisin-Motors wurde mit 180 PS (132 kW) angegeben, andere Quellen sprechen von 120 PS (88 kW). Der Voisin-Motor, der eigentlich für ein Fahrzeug mit Heckantrieb ausgelegt war, wurde im Hinblick auf den Frontantrieb im Bucciali umgekehrt montiert, sodass das Schwungrad mit der Kupplung nun vorne lagen. Das Vierganggetriebe war eine Eigenkonstruktion Buccialis. Es lag vorne quer vor dem Motor, davor befand sich das Differential. Die vorderen Trommelbremsen waren innenliegend, das heißt, sie saßen am Differential und wirkten über die Antriebswellen.

## Der TAV 12 in Presse und Literatur
Sowohl in den zeitgenössischen als auch in den aktuellen Medien wird die Besonderheit des Bucciali TAV 12 hervorgehoben. Bei seiner ersten zeitgenössischen Ausstellung in Paris bezeichnete ein Messebericht den Flèche d’or als „das modernste und fortschrittlichste Auto Frankreichs“ seiner Zeit. Rückblickend sehen ihn Autoren als eines der berühmtesten oder „geheimnisvollsten Automobile, die jemals produziert wurden“.

## Technische Daten
| Bucciali TAV 12                      | Bucciali TAV 12                                       | Bucciali TAV 12                                       |
| Kenngröße                            | Cabriolet                                             | Berline La flèche d’or                                |
| ------------------------------------ | ----------------------------------------------------- | ----------------------------------------------------- |
| Motor:                               | Zwölfzylinder-Ottomotor V-Anordnung                   | Zwölfzylinder-Ottomotor V-Anordnung                   |
| Hubraum:                             | 4886 cm³                                              | 4886 cm³                                              |
| max. Leistung:                       | 120 PS (88 kW) oder 180 PS (132 kW)                   | 120 PS (88 kW) oder 180 PS (132 kW)                   |
| Gemischaufbereitung:                 | 4 Zenith-Vergaser                                     | 4 Zenith-Vergaser                                     |
| Ventile:                             | keine (Schiebermotor System Knight)                   | keine (Schiebermotor System Knight)                   |
| Kühlung:                             | Wasserkühlung                                         | Wasserkühlung                                         |
| Getriebe:                            | Vierganggetriebe (Handschaltung) vorn querliegend     | Vierganggetriebe (Handschaltung) vorn querliegend     |
| Radaufhängung:                       | Einzelradaufhängung vorn                              | Einzelradaufhängung vorn                              |
| Bremsen:                             | vorne und hinten Trommelbremsen                       | vorne und hinten Trommelbremsen                       |
| Chassis:                             | Rahmen aus Stahl                                      | Rahmen aus Stahl                                      |
| Karosserie:                          | Mischbauweise (Holzgerippe mit Stahlblech verkleidet) | Mischbauweise (Holzgerippe mit Stahlblech verkleidet) |
| Radstand:                            | 3734 mm                                               | 4089 mm                                               |
| Abmessungen (Länge × Breite × Höhe): |                                                       | 6360 × ... × 1480 mm                                  |
| Höchstgeschwindigkeit:               | 180 km/h                                              | 180 km/h                                              |